# Бовио, Джованни
Джованни Бовио (итал. Giovanni Bovio; 6 февраля 1837, Трани — 15 апреля 1903, Неаполь) — итальянский философ, радикальный политик, юрист.

## Биография

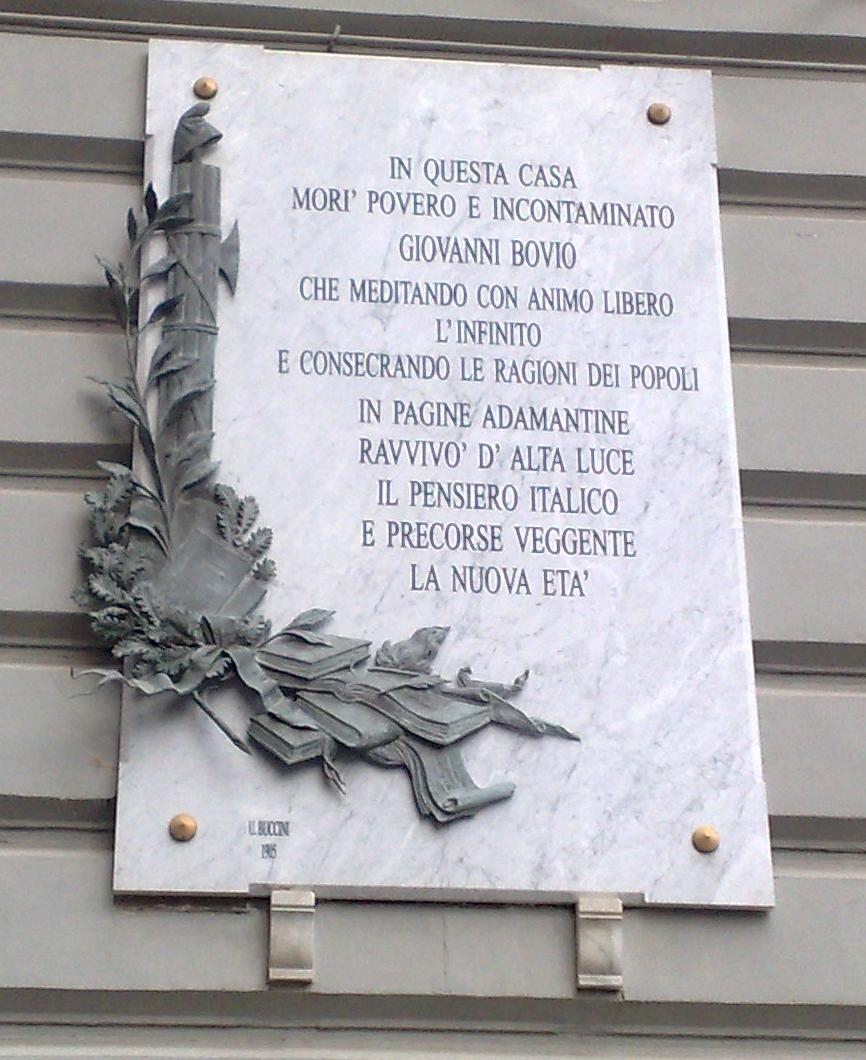
Мемориальная таблица Дж. Бовио в Неаполе

Образование получил в Павии. Стал профессором политической экономии и публичного права в Неаполитанском университете (с 1875).
Радикальный политик. Участвовал в создании радикального движения «Fascio della democrazia» в 1883 году. В 1895 году основал Итальянскую республиканскую партию.
Ирредентист. C 1879 по 1903 год избирался в Палату депутатов Королевства Италия.
Автор нескольких ценных юридических трактатов, в том числе «Corso di scienza del diritto», «Saggio critico del diritio penale e del fondamento etico», «Sisteme della filosofia», «Corso frenopatico», «I fondatori della civilta» и др. Особую известность приобрёл прекрасным сочинением «Uomini e tempi» (Неаполь, 1879), в котором ярко осветил современные ему политические и социальные направления в Италии.